# Додд, Карл Генри
Карл Генри Додд (англ. Carl Henry Dodd; 21 апреля 1925 − 13 октября 1996) — офицер армии США, удостоившийся высочайшей военной награды США — медали Почёта, за свои действия в ходе Корейской войны (проявил выдающиеся лидерские качества во время захвата сильно укреплённой вражеской высоты в ходе операции «Шаровая молния»).

## Биография

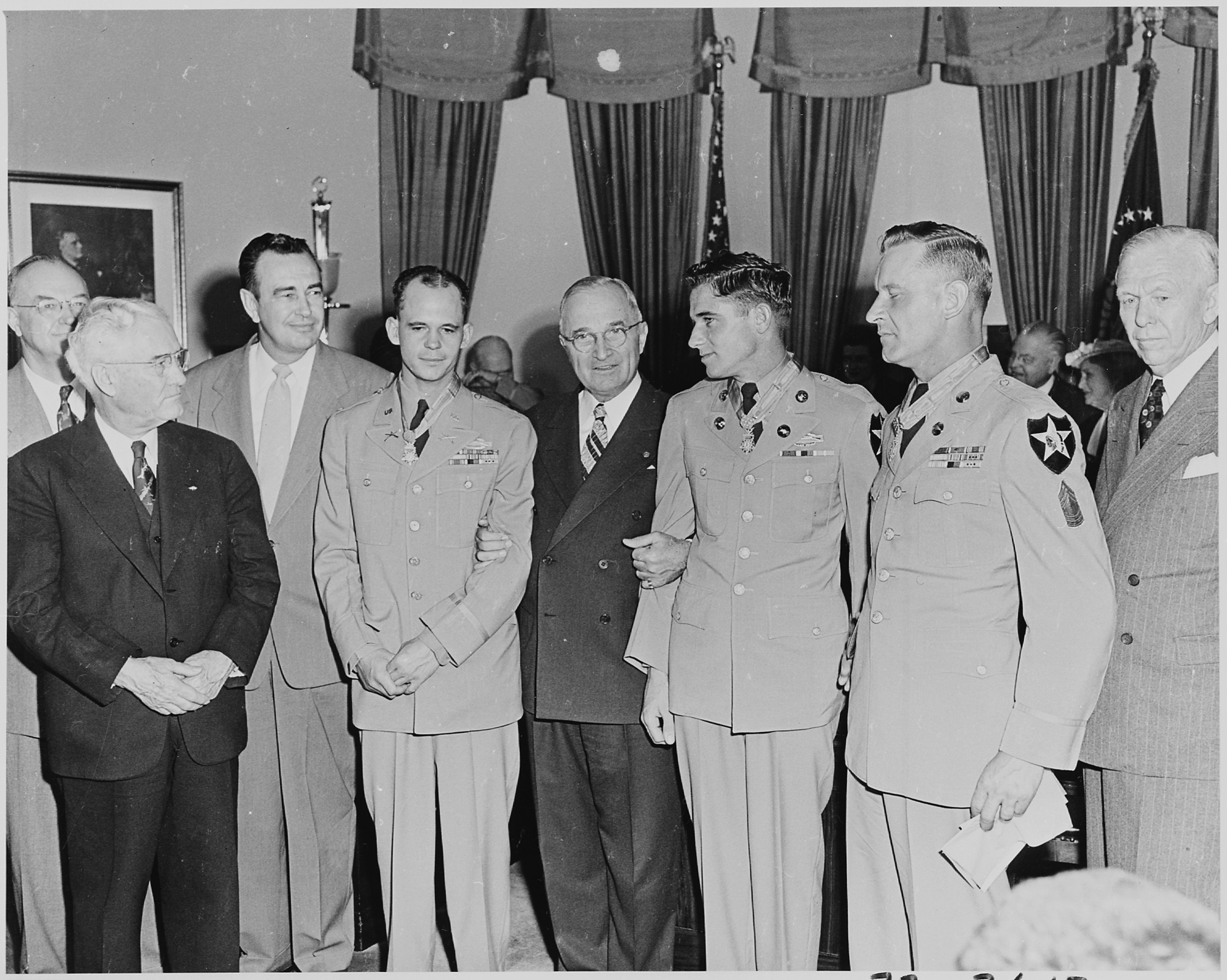
Президент США Гарри Труменом (в центре) и награждённые медалью Почёта: Питтмен (слева от президента), Додд (справа от президента) и Коума (второй справа) после вручения медалей в Овальном кабинете Белого дома

Родился 21 апреля 1925 в семье Эдварда и Руби Игл Додд в общине Котс (Cotes) близ г. Эвартс, штат Кентукки. В 1943 вступил в ряды армии США. Занимался проблемой стоп в ходе подготовки других солдат. В марте 1946 он был уволен из армии в звании сержанта, но через несколько месяцев (в сентябре 1946) он снова вступил в ряды армии.
Был женат на Либби Роуз, у них было трое детей: сыновья Карл-младший и Давид и дочь Лорана.
С началом Корейской войны Додд был отправлен в Корею в составе роты Е 2-го батальона, 5-го пехотного полка, 24-й пехотной дивизии.
В ходе битвы за Масан 7 августа 1950 мастер-сержант Додд удостоился Серебряной звезды — третьей по рангу военной награды. Когда его взвод попал под атаку неприятеля близ Чиндон-ни, Додд заменил пропавшего командира взвода, двенадцать уцелевших солдат под его командованием восстановили свою позицию. Северокорейцы пошли в атаку со всех сторон и Додд прикрывал огнём отступавший взвод, затем вернулся, чтобы спасти двух человек, которые не могли отступать ввиду плотного вражеского огня. За этот подвиг 13 ноября 1950 он был награждён Серебряной звездой. Позднее он был произведён в офицеры прямо на поле боя, и принял звание второго лейтенанта.
30 января 1951 в ходе операции Thunderbolt Додд повёл свой взвод в атаку против сильно укреплённой вражеской позиции на высоте 256 близ Субука. Несмотря на плотный вражеский огонь он вёл людей за собой и в одиночку уничтожил пулемётное гнездо противника и миномётную точку, организовал и воодушевлял своих людей. На следующее утро, Додд со своим взводом продолжил наступление, высота была захвачена. Впоследствии, Додд был произведён в первые лейтенанты и 4 июня 1951 награждён медалью Почёта за свои
действия в ходе боя за высоту 256.
В 1965 Додд ушёл в отставку из армии, находясь в звании майора, закончив свою 21-летнюю военную карьеру. 13 октября 1996 он скончался в возрасте 71 года в госпитале ветеранов в г. Лексингтон (штат Кентукки) и был похоронен в мемориальном парке Cumberland Memorial Gardens, в округе Лорел близ г. Корбин, штат Кентукки, где и проживал последние годы до смерти.

## Наградная запись к медали Почёта
Официальная цитата медали Почёта для Додда:
Запись
Первый лейтенант Додд из роты Е командир танка из роты А отличился благодаря видной доблести и отваге, выполняя свой долг в бою с врагом. Первый лейтенант Додд получил задание возглавить наступление против высоты 256, ключевого пункта местности, который оборонял хорошо вооружённый, искушённый противник, уже выстоявший в нескольких предыдущих атаках. Додд повёл свой взвод через опасную местность под вражеским огнём из лёгкого стрелкового оружия, миномётным и артиллерийским обстрелом с хорошо замаскированных вражеских огневых позиций. Огонь противника стал настолько интенсивным, что люди Додда дрогнули. Первый лейтенант Додд с полным пренебрежением к собственной безопасности двигался среди своих людей, реорганизовывал и воодушевлял их и затем в одиночку уничтожил первую вражескую пулемётную точку, убив или переранив всех её защитников. Воодушевлённый необычайным мужеством Додда, его взвод ответил на пример командира и примкнув штыки и бросая гранаты сблизился с врагом и неуклонно двигаясь к первоначальной цели зачищал все вражеские позиции на своём пути. После захвата первого ряда вражеских позиций, первый лейтенант Додд снова реорганизовал свой взвод и повёл его через узкий хребет на высоту 256. Стреляя из винтовки и бросая гранаты он шёл во главе взвода несмотря на интенсивный, концентрированный вражеский огонь, который прикрывал весь узкий путь подхода. Когда его взвод находился в 200 ярдах от цели он бросился вперёд и бросив последнюю оставшуюся гранату уничтожил вражеский миномётный расчёт. Наступившая темнота остановила наступление, но с рассветом первый лейтенант Додд вновь смело повёл вперёд свой взвод на оставшиеся вражеские позиции, провёл его через плотный туман. Не взирая на опасность для жизни, он продолжал задавать темп, орудуя штыком и гранатами, пока со своими воинами не уничтожил последних вражеских защитников и не захватил конечную цель. Своим превосходным руководством и необычайным героизмом первый лейтенант Додд воодушевил своих людей к захвату сильно укреплённой вражеской позиции, чем заслужил высочайшую честь для себя и поддержал уважаемые традиции военной службы.
Оригинальный текст (англ.)
Dodd's official Medal of Honor citation reads: 
Citation:
1st Lt. Dodd, Company E, distinguished himself by conspicuous gallantry and intrepidity above and beyond the call of duty in action against the enemy. First Lt. Dodd, given the responsibility of spearheading an attack to capture Hill 256, a key terrain feature defended by a well-armed, crafty foe who had withstood several previous assaults, led his platoon forward over hazardous terrain under hostile small-arms, mortar, and artillery fire from well-camouflaged enemy emplacements which reached such intensity that his men faltered. With utter disregard for his safety, 1st Lt. Dodd moved among his men, reorganized and encouraged them, and then single-handedly charged the first hostile machine gun nest, killing or wounding all its occupants. Inspired by his incredible courage, his platoon responded magnificently and, fixing bayonets and throwing grenades, closed on the enemy and wiped out every hostile position as it moved relentlessly onward to its initial objective. Securing the first series of enemy positions, 1st Lt. Dodd again reorganized his platoon and led them across a narrow ridge and onto Hill 256. Firing his rifle and throwing grenades, he advanced at the head of his platoon despite the intense concentrated hostile fire which was brought to bear on their narrow avenue of approach. When his platoon was still 200 yards from the objective he moved ahead and with his last grenade destroyed an enemy mortar killing the crew. Darkness then halted the advance but at daybreak 1st Lt. Dodd, again boldly advancing ahead of his unit, led the platoon through a dense fog against the remaining hostile positions. With bayonet and grenades he continued to set pace without regard for the danger to his life, until he and his troops had eliminated the last of the defenders and had secured the final objective. First Lt. Dodd's superb leadership and extraordinary heroism inspired his men to overcome this strong enemy defense reflecting the highest credit upon himself and upholding the esteemed traditions of the military service.
— 

## Награды
- Медаль Почёта
- Серебряная звезда